# Cementerio municipal de Valencia (Venezuela)
El Cementerio municipal de Valencia es un cementerio de administración pública localizado en la parroquia Miguel Peña de la ciudad de Valencia, capital del estado Carabobo, al centro norte del país sudamericano de Venezuela. El espacio se localiza entre la zona industrial la Guacamaya II, el Barrio 1° de mayo, el Barrio Los Caimitos y la llamada "Fila de la Guacamaya".
La gestión de sus instalaciones es competencia de la Alcaldía de Valencia  por intermedio de Fundación para el Mejoramiento Industrial y Sanitario de la ciudad (Funval), con la fiscalización de la Contraloría municipal de Valencia.
Durante algunos períodos del año con especial afluencia de visitantes la alcaldía organiza operativos de seguridad y puntos de información para facilitar el acceso al lugar.
El cementerio surge por disposición del General español Pablo Morillo  I conde de Cartagena, I marqués de La Puerta, tras la clausura del viejo espacio que estaba frente a la plaza mayor por ello se inicia con el nombre de Cementerio Morillo más con el tiempo fue reubicado cerca del Cerro la Guacamaya, adoptando su nombre actual.